# Феникс (порода кур)
Феникс — порода кур, полученная в результате европейской селекционной работы с японскими длиннохвостыми декоративными курами онагадори и йокогама-тоса. По стандарту породы длина хвоста у взрослых петухов должна достигать не менее 3 м, хотя сама птица невелика. При этом в деревне Кате местными селекционерами была выведена разновидность с хвостом светло-лилового цвета и длиной хвоста до 7,5 м. Куры также имеют несколько удлинённый хвост. В университете города Нагоя, сотрудники которого продолжают заниматься дальнейшей селекцией этой длиннохвостой породы, удалось получить экземпляр с хвостом длиной 11 метров. Порода возникла в средневековой Японии, где птицу содержали при храмах и императорских дворцах. Фениксов запрещено убивать. Петухи содержатся на насестах в специальных высоких и узких клетках томебако высотой 1,8 м, шириной 0,15—0,18 м и глубиной 0,8 м, обернутых соломой, или же в стеклянных шкафах. Корм и вода подаются прямо к насесту, расположенному в верхней части клетки. Трижды в день петухов выпускают на выгул. Чтобы уберечь перья хвоста от механических повреждений, их накручивают на папильотку или укладывают на специальную тележку. Яйца фениксов обычно подкладывают под кур других пород, так как фениксы считаются нежными и капризными. Тем не менее, куры имеют средние показатели яйценоскости и сохраняют инстинкт насиживания. В 1878 году длиннохвостые фениксы впервые были доставлены из Японии в Германию, откуда попали в Англию и Францию. В 1886 году Московское общество птицеводов привезло из Франции фениксов, но попытки развести их в Москве потерпели неудачу.